# Karna

Coronación de Karna

Karna es una de las figuras centrales de la epopeya hinduista Majabhárata.
- karṇa, en el sistema AITS (alfabeto internacional de transliteración sánscrita).
- कर्ण, en escritura devanagari del sánscrito.
- Etimología: ‘orejas’, en sánscrito, debido a que la leyenda dice que nació con kundalas (aretes) de oro en las orejas.

En algunos textos aparece erróneamente como «Karan».
Fue el primer hijo de la reina Kunti, y por lo tanto medio hermano de los Pándavas, y el mayor de ellos. Aunque Duriodhana, jefe del clan de los Kaurava lo ungió como rey de Anga, su papel en la leyenda sobrepasa en mucho la importancia de un rey. Él luchó en el bando de los malvados Kauravas (contra los piadosos Pándavas) en la guerra de Kurukshetra.

## Nacimiento
La princesa Kunti, cuando joven, estuvo al servicio del santo varón Durvasa por un año entero; mientras el sabio fue huésped en el palacio de su padre. El sabio estuvo tan complacido con su servicio, que le concedió un don mediante el cual ella podía invocar a cualquiera de los dioses a través de un mantra y el dios le concedería un hijo, igual al dios en esplendor. Insegura acerca de si el don de hecho le había sido concedido; Kunti siendo aún una joven soltera, decidió probar el mantra y llamó al señor Suria, la deidad hinduista del sol.
Cuando Suria se apareció ante ella, quedó completamente sobrecogida.
Aunque ella no quería un hijo, Suria ―comprometido por el poder del mantra de Durvasa―, le hizo concebir un hijo tan radiante y fuerte como su padre. Gracias al poder divino de Suria, Kunti recuperó su virginidad. Así nació Karna. Como hijo de Suria, Karna nació con una armadura (kavacha) y un par de aretes (kundala) bañados en amrita (el néctar de la inmortalidad).
Kunti estaba ahora en la incómoda posición de ser madre soltera. Incapaz de enfrentar al mundo con su hijo de origen divino, colocó a Karna en un canasto para que flotara río abajo con sus joyas (parecido al relato de Moisés que está muy relacionado con Karna), rezando fervientemente por su bienestar.

## Crianza
El niño Karna fue llevado río abajo y recogido por Adhiratha, el cochero del rey Dhritarashtra, quien era un sutá (hijo de un hombre chatría y una mujer brahmana).
Karna fue criado por Adhiratha y su esposa Radha (que no es la misma Rādhā que por esos años era compañera del Krisná en Vrindavan) como su propio hijo, y lo llamaron Vasu Shena (que se supone que significa que era muy generoso en la distribución de la riqueza) debido a la armadura y aretes que portaba. Ellos sabían algo de su linaje por la joyería con la que lo encontraron, y nunca le ocultaron el hecho de que no era su hijo biológico. También fue conocido como Radheia debido al nombre de su madre Radha.
Su hermano menor Shon nació de Radha y Adhiratha después de la llegada de Karna. La unión entre Karna y su familia adoptiva era una relación de amor puro, respeto y afecto, a pesar de que no tenían la misma sangre. Karna honró a su padre Adhirata ante toda la clase guerrera, y cumplió amorosamente con sus deberes como hijo y hermano para con su familia adoptiva, aun cuando fue reconocido como rey de Anga y cuando se le reveló su verdadero origen.

## Entrenamiento

El dios Indra le regala su arma indrashakti a Karna

Conforme creció y se convirtió en adulto, Karna buscó naturalmente convertirse en guerrero, ya que su casta chatría corría por su sangre.
De acuerdo a esto se trasladó a Jastinápur. Se acercó a Drona, que en ese tiempo había establecido su escuela y estaba entrenando a los príncipes Kuru, y solicitó la admisión a su escuela. Drona rehusó enseñarle ya que era un sutá putra (hijo de un sutá [hijo de un chatría con una bráhmana]). Karna se dio cuenta de que su casta continuaría siendo una barrera en su búsqueda del conocimiento. Finalmente decidió acercarse a ParashúRama, el avatar de Visnú que había matado a generaciones de guerreros chatrías.
Así lo hizo y fue aceptado como discípulo de Parashú Rama, que creía que Karna era un brahmán. Se habla de Karna como un discípulo diligente cuya atención y concentración rivalizaban con las de Áryuna. ParashúRama lo entrenó al punto que lo declaró como su igual en las artes de la guerra y la pelea. Durante su estancia en Visnú-avatar, la ermita de Parashúrama, Karna entabló amistad con muchos rakshasas, iaksas, gandharvas y nagas.
Cuando el entrenamiento de Karna iba a terminar, Parashúrama descubre la verdad. Una tarde, estando cansado, Parashúrama le pide a Karna que le traiga una almohada, para poder dormir fuera, en la sombra. En lugar de eso Karna le ofrece su regazo como almohada. Mientras Parashúrama duerme, un insecto se posa en el muslo de Karna y lo muerde. A pesar del dolor, Karna no se mueve para no alterar a su gurú. El insecto lo muerde profundamente en la pierna causando que brote la sangre, cuyo calor y contacto despierta a Parashúrama. Él le pregunta a Karna cómo pudo resistir el dolor y la vista de la sangre (ambas cosas que ningún brahmán sería capaz de resistir). Deduce entonces que Karna es un chatría, ya que sólo ellos poseen la resolución para soportar el dolor. Él maldice a Karna afirmando que cuando más requiera un astra (arma divina) va a ser incapaz de recordar los encantamientos necesarios para invocarla. Karna, ignorante de su linaje, estaba bajo la impresión de que es un sutá putra, habiendo sido criado como tal. Cuando se une a la escuela él le había dicho que no es un chatría. Radheia le implora por él, a lo cual Parashúrama le dice en un tono benevolente, que aunque su maldición es irrevocable, Karna finalmente logrará lo que él considera su meta: la fama. Le dice a Karna que finalmente su nombre se volverá inmortal.
Karna abandona la ermita de Parashúrama y vaga por algún tiempo. Un día al ver pasar algo rápidamente junto a él, dispara sin pensarlo una flecha. La flecha mata al objetivo, que resulta ser la vaca de un brahmán. El propietario al ver esto maldice a Karna afirmando que; cuando este peleando la batalla más crucial de su vida, con su enemigo más preciado, la rueda de su carroza se hundirá y él estará indefenso.
Maldito en dos ocasiones, Karna regresa a su hogar. No le cuenta a su familia de las maldiciones, si no simplemente dice que su entrenamiento se ha completado y finalmente decide buscar una posición en la corte de Jastinápura.

## El rey de Anga y su amistad con Duriodhana

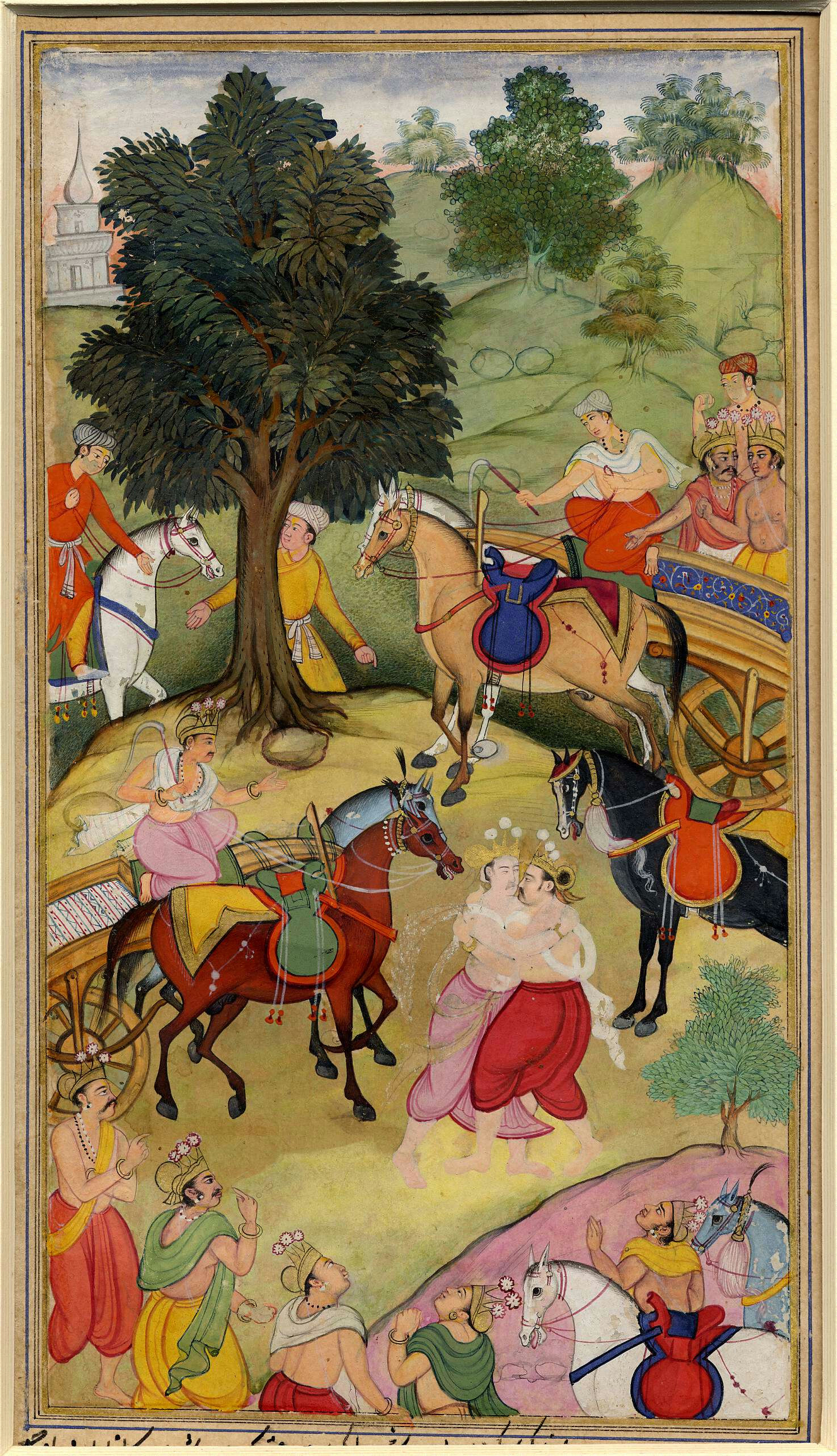
Iudistira lucha contra Karna (pintura de 1598)

Drona organizó un torneo en Jastinápur para mostrar las habilidades de los príncipes Kauravas, cuyo entrenamiento también se había completado. Áryuna emerge en este torneo como un arquero particularmente diestro. Karna, que en ese tiempo era un miembro de la audiencia, decide retar a Áryuna; quien se mostraba complacido acerca de su posición y habilidad. Karna repitió todas las hazañas de Áryuna hasta la mortificación de Drona y los Pándavas, para sorpresa de Duriodhana. Para establecer quién era el ganador, Karna desafía a Áryuna a pelear uno a uno. Drona, sin embargo; rechaza el duelo preguntándole primero por su clan y reino. De acuerdo a las reglas, sólo otro príncipe podía desafiar a Áryuna; que era un príncipe de la casa Kaurava. Duriodhana, el mayor de los Kauravas, que estaba envidioso de Áryuna ofrece a Karna el trono de Anga (hoy Bhalgalpur en Bihar), para que Karna sea rey y por lo tanto elegible para participar en el torneo. Este acto es considerado uno de los pocos actos verdaderamente nobles llevados a cabo por Duriodhana. Cuando Karna, que está profundamente conmovido por esto, le pregunta qué es lo que puede hacer para pagarle, Duriodhana le dice que todo lo que quiere es su amistad. «Yo quiero tu corazón», le dice a Karna, a lo cual Karna responde: «Ya es tuyo».
Este suceso establece relaciones claves en el Majabárata: la fuerte unión entre Duriodhana y Karna, la intensa rivalidad entre Karna y Áryuna, y la enemistad en general entre los Pándavas en su totalidad y Karna.
Se habla de Karna como un leal y verdadero amigo de Duriodhana. Aunque más tarde se involucró en el infame juego de dados para complacer a Duriodhana, al principio se oponía a él. A Karna le desagradaba Śakuni, y aconsejaba continuamente a Duriodhana que usara su destreza y habilidades para derrotar a sus enemigos, en vez del engaño y los trucos. Cuando falla el intento de matar a los Pándavas en la Casa de Laca, Karna reprende a Duriodhana en su desaliento, diciéndole que las artimañas de los cobardes están condenadas al fracaso y lo exhorta a que sea un guerrero y obtenga lo que desea a través del valor.
Como rey, guerrero y amigo de Duriodhana, Karna se vuelve parte de la corte de Jastinápur. Él continuó repitiendo las acciones de Bhishmá al traerle a Duriodhana a las princesas de Kashi para que fueran sus esposas. Apareciéndose en la corte Kashi, raptando a las princesas y desafiando a los reyes y príncipes a quitárselas si podían.
Un hecho particularmente significativo es que Karna vence a Jarasandha, el rey de Magadha en singular combate. Jarasandha era un hombre de fuerza personal y poder tan inmensos que aun Krisná prefería huir de él (construyendo la ciudad de Dwaraka en el mar para estar a salvo de los ejércitos saqueadores de Jarasandha). El que Karna pudiera vencer a tal guerrero habla de su gran habilidad.
Otra historia cuenta que Karna ayudó a Duriodhana a casarse con la princesa de Chitragandha (que no debe confundirse con la princesa Chitrangada de Manipur). En su suaiamvara (ceremonia de elección de esposo), la princesa rechazó a Duriodhana e iba a colocar la guirnalda en otro rey cuando el hijo mayor de Dhritarashtra por la fuerza la levantó y se la llevó. Los otros reyes presentes en el swaiamvar persiguieron a Duriodhana. Sin embargo Karna los venció él sólo. Entre los reyes presentes en el swaiambar de la princesa de Chitragandha estaban Jarasandha, Shishupala, Dantavakra y Rukmi.
Como emblema de su aprecio por el valor de Karna, Jarasandha se dice que le concedió a Karna una porción del territorio de Magadha (Bihar).
Durante el exilio de los Pándavas, Karna se impuso a sí mismo la tarea de establecer a Duriodhana como el emperador del mundo. Karna, al mando de un ejército partió a diferentes partes del país para subyugar a los reyes y hacerlos jurar alianza a Duriodhana rey de Jastinápur o a morir en la batalla. Aunque Karna triunfaba en todas las batallas, subyugando aún a los aliados de los Pándavas, la conquista no fue permanente.

## Generosidad
Karna es muy famoso por su generosidad, que se decía sobrepasaba a la de los dioses. Después de haber sido nombrado rey, hizo un juramento: todo aquel que se aproximará a él al mediodía, cuando el adorara al Sol, se iría con su petición satisfecha. Nunca dejó que nadie se fuera con las manos vacías. Esta práctica contribuyó tanto a exaltar su fama así como a acelerar su caída, pues su madre Kunti (madre también de los piadosos Pándavas) y el dios Indra (padre de Áryuna) tomaron ventaja de su generosidad.
Se cuentan muchas historias en cuanto a la generosidad de Karna. Una de ellas narra que un brahmán que necesitaba madera de sándalo para cremar a su difunta esposa se aproximó a Karna para pedírsela.
Está lloviendo fuertemente y el brahmán necesitaba que la madera estuviera seca (una versión alterna narra que había una escasez de madera de sándalo en la ciudad). Karna; incapaz de proveer la madera del mercado, se dio cuenta de que los pilares de su palacio eran de madera de sándalo y pidiendo un hacha, los cortó para darle al brahmán su madera. Su palacio se colapsó, ante la consternación del brahmán, pero Karna le dijo que como rey el podía reconstruirlo fácilmente.

## El juego de dados
Karna inicialmente se oponía a los planes de Śakuni, pero cedió para apaciguar a Duriodhana. De él salió la idea de que los Pándavas y Drapaudi fueran destronados, lo cual lleva a una de las escenas más perturbadoras de la epopeya. Áryuna en este punto jura matarlo a él y a todos sus seguidores.

## La pérdida de su armadura
Indra, el rey de los semidioses (devas) y padre de Árjuna, se dio cuenta de que la armadura y los aretes de Karna eran inexpugnables, lo cual en esencia lo hacía invencible en la batalla. Durante el exilio de los Pándavas cuando ya una guerra final era inminente, Indra tomó como tarea personal debilitar a Karna. Decidió acercarse a Karna disfrazado como un brahmán pobre durante su adoración del mediodía. Sabía de la política moral de Karna y de cómo nunca negaría ninguna petición; fuera de un brahmán o de un pordiosero en ese momento del día.
El dios del sol Surya, padre de Karna, le informó a Karna mediante un sueño que Indra se disfrazaría como pordiosero y pediría la armadura y aretes como limosna. Surya le exhortaba a no entregar ambas ya que con ellas en su cuerpo Karna era todopoderoso. Karna no sabía que Surya era su padre. Tal como Surya había predicho, Indra disfrazado se aproximó a Karna y pidió su kavacha (armadura) y kundala (aretes) como limosna. Karna sabía que ambos objetos lo hacían prácticamente invulnerable, sin embargo de todos modos se los dio. Indra, asombrado por la bondad genuina de Karna, le ofreció la habilidad de usar el arma más poderosa de Indra, la śakti, pero solamente una vez. Es en este punto en que recibió el nombre de «Karna», ya que se arrancó sin titubear los lóbulos de las orejas para dar la limosna de sus aretes a Indra.

## La cabalgata con el dios Krisná
Después de que terminó el exilio de trece años de los Pándavas, Duriodhana rehusó devolverles su reino, argumentando el cumplimiento de los términos estipulados. Krisná vino a Jastinápura a negociar el acuerdo de paz entre ambos pero Duriodhana trató de capturarlo con vida. Antes de irse Krisná trató de razonar con Karna para convencerlo de aliarse con los Pándavas. La discusión, que se llevó a cabo afuera de Jastinápur, se centraba en la superioridad moral de la causa de los Pándavas. Aunque Krisná era consciente de la bondad que Duriodhana había mostrado a Karna, argüía que Karna tendría un destino más alto al seguirlo a él en el camino de la rectitud. Krisná contó la historia de Vibhishan, un personaje importante en el Ramaiana. Aunque era un monstruo rakshasa y hermano del malvado rey Ravana, Vibhishan ―después de tratar sin éxito de convencer a su hermano de cambiar su malvada manera de ser― había escogido seguir a Rama (un avatar de Visnú).
Es aquí cuando se ve el grado de amor de Karna. Disculpándose por el papel desempeñado en el intento de vejación de Drapaudi, Karna le dice a Krisná que sabe que Duriodhana está equivocado y que al apoyarlo, él está haciendo algo incorrecto. Y más aún: sabe que por esto deberá enfrentar la derrota y la muerte. Sin embargo a pesar de todo decide seguir a Duriodhana.
Le dice a Krisná: «Toda mi vida he sido antes que nada un sutá-putra para el mundo y un guerrero y un rey después. Sólo Duriodhana me ha visto no tan sólo como guerrero y rey sino como su igual y amigo. Nunca me ha visto como un sutáputra. Ahora que este único amigo mío necesita un amigo, ¿esperas que yo lo abandone?». Krisná le revela entonces el secreto de su nacimiento: que es el hijo mayor de Kunti.
Aún con la exhortación que le hace Krisná para que se una a sus hermanos, Karna se mantiene firme en su negativa de unirse a los Pándavas. Responde con amargura en su voz: «Kunti pudo haberme dado la vida, pero su primer acto fue abandonarme en el río. ¿Por qué he de considerarla una madre cuando crecí bajo el amparo y amor de otra? Los Pándavas pueden ser mis hermanos de sangre, pero sólo me han mostrado envidia y odio en todo este tiempo. ¿Por qué he de unirme a ellos y abandonar a Duriodhana que me ha mostrado un amor de hermano?». De hecho Karna se enoja porque Krisná ha debilitado su odio contra los Pándavas al revelarle su conexión con ellos.
La explicación que se ofrece en la epopeya de la inevitabilidad de la decisión de Karna es que Karna era una encarnación del dios del Sol, que había encarnado para poner fin a la gloriosa civilización Bharata.
Una explicación más lógica a este punto existe en la historia de Karna. Karna había deseado fama y reconocimiento toda su vida y su nacimiento lo privaba de ser reconocido por sus logros. La única gloria que quedaba para él residía en el autosacrificio, tal y como lo llevaba a cabo en sus actos diarios de caridad y el pelear por su amigo más cercano aunque supiera que su causa estaba perdida.
Karna le pide a Krisná que mantenga su identidad en secreto. Si Iudhistira supiera la verdad, renunciaría al trono antes de pelear con su hermano mayor, y Karna no quiere que él se rinda.

## Kunti y Karna
Kunti, temiendo la guerra, se acerca a Karna y le revela su identidad como madre de él. Los dos comparten un momento muy íntimo. Cuando ella le dice que deje a un lado el nombre de Radheia y se llame a sí mismo Kaunteia (hijo de Kunti) y él responde que eso es lo que ha querido toda su vida. Sin embargo, cuando ella le pide que regrese con ella, una súplica que el mismo Surya refuerza desde el cielo, Karna se niega.
Karna le debe demasiado a Duriodhana. Le dice a Kunti que si ella hubiera estado dispuesta a llamarlo Kaunteia muchos años antes, cuando él apareció en el torneo, las cosas hubieran sido diferentes, pero ahora es demasiado tarde para hacerlo. Él es amigo de Duriodhana primero y sobre todo; debe luchar contra los Pándavas.
Sin embargo le promete a Kunti que no matará a ninguno de los cinco salvo Áryuna. El y Áryuna han jurado matarse uno al otro y uno de ellos debe morir. Le dice a Kunti que sólo podrá soñar con seis hijos. Ella siempre tendrá cinco hijos.

## La gran batalla de Kurukshetra
A Karna le fue prohibido pelear por Bhishmá, quien rehusó pelear junto a él o a comandarlo. El entra al campo de batalla en el undécimo día, habiendo caído Bhīshmá en el décimo.
En el decimoquinto día de la batalla, Drona fue muerto y Karna se volvió comandante en jefe de las fuerzas Kaurava. Durante el curso de la guerra Karna derrotó a la mayoría de los guerreros Pándava, salvo a Áryuna, por lo menos en una ocasión. Sin embargo él mismo fue derrotado o forzado a retirarse de la batalla por Bhīma en por lo menos cuatro ocasiones diferentes.
Finalmente, en el día diecisiete, Karna cayó muerto a manos de Áryuna.

### El día trece
En el decimotercer día de la batalla, Drona organizó una formación especial para las falanges llamada la Chakraviuja/Padmaviuja. Solamente Krisná y Áryuna, en el lado de los Pándavas conocían como romper el esquema, sin embargo ambos a propósito habían sido desviados del campo de batalla por dos reyes del lado de Duriodhana. Abhimanyu, el hijo de Áryuna, tenía un conocimiento parcial de la formación, ya que la había escuchado desde el vientre de su madre cuando Áryuna su padre narraba la formación Chakraviuja a su madre Subhadra, pero no pudo oír toda la información ya que su madre se había quedado dormida en el regazo de Áryuna. Por lo tanto él sabía cómo entrar al Chakraviuja pero no sabía como salir. Se decidió que Abhimanyu guiaría a los Pándavas hacia el Chakraviuja y desde ahí ellos saldrían peleando. Nadie ese día fue capaz de derrotar a Abhimanyu, que había entrado al Chakraviuja, una formación circular de soldados. Pero Yaiadratha, un rey del ejército Kaurava no dejó que los otros Pándavas entraran a la formación. Abhimanyu se quedó solo en medio de la formación enemiga. Una vez adentro peleó valientemente y el solo derrotó a casi todos los generales Kauravas más renombrados incluyendo a Karna, Drona y Duriodhana.
Duriodhana y Karna escogieron reagruparse y atacar a Abhimanyu siguiendo las instrucciones de Drona. Karna disparó flechas que rompieron el arco de Abhimanyu y las riendas de su carroza mientras que los Kauravas se amontonaban sobre él. La batalla termina con la muerte de Abhimanyu. Su padre Áryuna jura matar a Yaiadratha o sacrificar su propia vida.

### La noche del día 14.º
En el día decimocuarto, la batalla de forma poco característica continuó en la noche y Gatotkacha, el hijo mitad asura del Pándava Bhīma empezó a diezmar las fuerzas Kauravas (los asuras se volvían extremadamente poderosos durante la noche). Ante la insistencia de Duriodhana, Karna se vio obligado a usar el arma Śakti sobre Gatotkacha. Esta le había sido otorgada por Indra como una señal de respeto por su generosidad hacia sus semejantes. Sin embargo Indra solo le permitió usar el arma una sola vez, después de lo cual regresaría a Indra. Karna estaba ahora sin esa arma y sin su armadura y aretes impenetrables. Ya Karna no tenía un arma divina que fuera una amenaza seria para Áryuna y tendría que depender básicamente de sus habilidades y destreza para vencer a Áryuna, quien estaba equipado con una amplia gama de armería divina.

### El decimoséptimo día
En el día diecisiete de la batalla, finalmente se le brinda la oportunidad a Karna de enfrentar a Áryuna en combate. Estaban igualmente dotados para la espectacular batalla. Karna había sido obsequiado con un arco que Parashú Rama llamaba Viyaia (pinakin), diseñado por el mismo Vishwa Karma (el arquitecto de los dioses). A petición de Duriodhana, Shalia ―que era tío materno de los Pándavas―, accedió a manejar su carroza, por lo tanto tendría un auriga para igualar a Krisná, ya que Shayla dominaba el Ashwa Hridaia (‘corazón de caballo’, el arte de manejar caballos).
Sin el arma Śakti, Karna no tenía una manera particular de matar a Áryuna. Tenía que depender únicamente de su propia habilidad acumulada. En un despliegue maravilloso e intenso de sorprendente arquería, valor y coraje, Karna y Áryuna expusieron todo su esplendor, conocimiento y pasión. Karna diseñó una inteligente estrategia basada en su valentía personal.
Aturdió a Áryuna con una poderosa descarga que lo golpeó en el pecho. En el instante en que Áryuna está aturdido, Karna suelta otra poderosa descarga con la intención de matar a su poderoso enemigo. Pero el Señor Krisná llegó al rescate de su amigo y devoto, hundiendo la carroza en la tierra con su poder, causando que la flecha fatal se desviara de su blanco por unos pocos centímetros.
Durante el curso del combate, una de las ruedas de la carroza de Karna se atascó en la tierra suelta, aparentemente debido a la maldición que le había hecho el brahmán a Karna. El rey Shalia era su auriga, sin embargo Áryuna con su increíble destreza lo había restringido al asiento con dos flechas. Entonces Karna le pide a Áryuna que detenga la batalla mientras él se baja del carruaje y saca la rueda del lodo. Áryuna accede a esto. Entonces Krisná ordena a Áryuna que rompa el código de conducta y le dispare a Karna cuando esté levantando la rueda fuera del lodo.
La rueda de la carroza de Karna no se movía y la maldición de ParashúRama aseguraba que no recordaría los mantras para ninguno de sus astras (armas mágicas). A Áryuna se le recordó la falta de misericordia de Karna cuando su hijo Abhimaniu estaba en condiciones similares sin carroza ni armas.

Aryuna mata a su hermano Karna

Todas las lágrimas de Áryuna, su dolor y su rabia se acumularon dentro de él al apuntar la fatal flecha Anjalika al desesperado Karna, al cual decapita. Las maldiciones de Parashúrama y del brahmán sobre Karna se cumplieron en el combate de Karna con Áryuna.

## Después de la muerte de Karna
Después de la muerte de Karna, Kunti le informa a los Pándavas que ella era la madre de Karna; y que él había sido el mayor de los Pándavas. Los Pándavas lloran por Karna. Yudhistira, particularmente, se encoleriza al enterarse de que su madre les había ocultado el secreto a él y a sus hermanos de la verdadera identidad de Karna, al cual hubiera sido su deber servir y venerar como el hermano mayor, así como sus hermanos lo habían servido y respetado a él. Maldijo a todas las mujeres, afirmando que de ese momento en adelante jamás serían capaces de guardar un secreto.
Hasta la fecha, Karna permanece como la figura trágica por excelencia para millones de hinduistas.
Aparece como un héroe valiente, un espíritu indomable que encara grandes adversidades durante toda su vida y muere con valor, coraje y honor para así elevarse a la inmortalidad.

## Contraste con Áryuna
Existe un gran paralelismo entre Áryuna y Karna. Ambos eran arqueros magistrales y compitieron por la mano de Draupadi. Una conexión más profunda reside en el hecho que los dos sentían lazos fuertes con los Kauruvas, tanto a través de la amistad como por la sangre. El recorrido de Karna con Krisná es muy similar al sagrado Bhagavad guitá en el cual Krisná le recuerda a Áryuna su deber. Sus decisiones así como las consecuencias, tanto para ellos mismos como para sus familias, son utilizadas para enfatizar la importancia del cumplimiento del deber, tal y como Krisná explicaba.